# Margo Lanagan

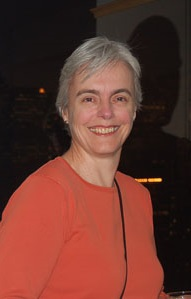
Margo Lanagan im Jahr 2007

Margo Lanagan (geboren am 5. Juni 1960 in Waratah, New South Wales, Australien) ist eine australische Schriftstellerin.
Sie war Teilnehmerin und mehrfach Dozentin für den Clarion Science Fiction Writers’ Workshop. Lanagan studierte Geschichte an der Universität von Sydney und arbeitet als Lektorin.

## Werke (Auswahl)
Nach Anfängen als Autorin von Teenager-Romanzen begann sie, Jugendbücher zu schreiben und schließlich Fantasy mit düsterem Einschlag. Als Vorlage dienen ihr auch Märchen, so ist Ligas Welt eine Variation von Schneeweißchen und Rosenrot.
- Voll erwischt vom Leben (1999) ISBN 978-3-423-78126-8. Originaltitel The Best Thing (1998) ISBN 978-1-86448-824-1
- Touching Earth Lightly (1998) ISBN 978-1-86448-823-4
- Black Juice (2006) ISBN 978-1-74175-091-1
- White Time (2006) ISBN 978-1-74175-090-4
- Red Spikes (2006) ISBN 978-1-74114-657-8
- Ligas Welt (2015) ISBN 978-3-499-21166-9. Originaltitel Tender Morsels (2008) ISBN 978-1-74175-816-0
- Yellowcake (2011) ISBN 978-1-74237-478-9
- Seeherzen ISBN 978-3-499-21735-7, Originaltitel Sea Hearts (2012) ISBN 978-1-74237-505-2
- Singing My Sister Down and other stories (Kurzgeschichten) (2017) ISBN 978-1-76029-513-4
- Zeroes (mit Scott Westerfeld and Deborah Biancotti)
  - Zeroes (2015) ISBN 978-1-925266-95-5
  - Swarm: Zeroes 2 (2016) ISBN 978-1-925267-24-2
  - Nexus: Zeroes 3 (2017) ISBN 978-1-925267-25-9

## Auszeichnungen (Auswahl)
- 2001: Aurealis Award für Science Fiction: Short Story, nominiert für White Time
- 2005: World Fantasy Award für Singing My Sister Down als beste Kurzgeschichte
- 2005: World Fantasy Award für Black Juice als beste Sammlung
- 2006: Michael L. Printz Award Honor Books für Black Juice
- 2009: World Fantasy Award für Ligas Welt (geteilt mit Jeffrey Ford)
- 2010: Deutscher Jugendliteraturpreis: Nominierungsliste Jugendbuch
- 2010: World Fantasy Award für Sea-Hearts als bester Kurzroman